# Pensilvânico
| Pérmico                                      | Cisuraliano  | Asseliano    | mais recente |
| Carbonífero                                  | Pensilvânico | Gjeliano     | 299.0–303.9  |
| Carbonífero                                  | Pensilvânico | Casimoviano  | 303.9–306.5  |
| Carbonífero                                  | Pensilvânico | Moscoviano   | 306.5–311.7  |
| Carbonífero                                  | Pensilvânico | Basquiriano  | 311.7–318.1  |
| Carbonífero                                  | Mississípico | Serpucoviano | 318.1–328.3  |
| Carbonífero                                  | Mississípico | Viseiano     | 328.3–345.3  |
| Carbonífero                                  | Mississípico | Turnaciano   | 345.3–359.2  |
| Devónico                                     | Superior     | Fameniano    | mais antigo  |
| Subdivisão do Carbonífero de acordo com ICS. |              |              |              |

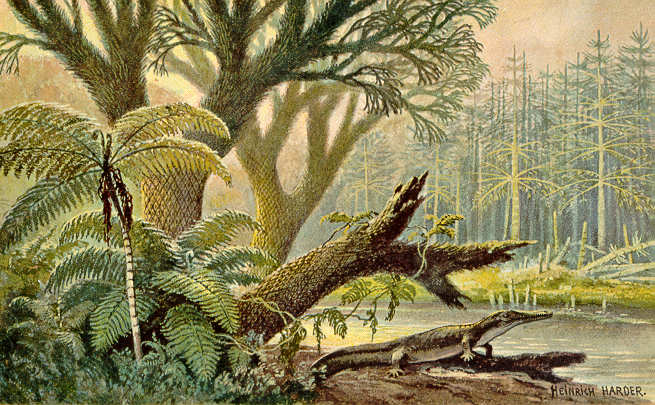
Representação de uma possível paisagem do Pennsylvaniano, na qual se pode ver um dos primeiros répteis, e ainda proliferam os bosques que originarão depósitos de carvão.

Na escala de tempo geológico, Pensilvânico, Pensilvaniense ou Pensilvaniano é a época do período Carbonífero da era Paleozóica do éon Fanerozoico que está compreendida entre há 318,1 milhões de anos e 299 milhões de anos, aproximadamente. A época Pensilvânica sucede a época Mississippiana de seu período e precede a época Cisuraliana do período Permiano de sua era. Divide-se nas idades Basquiriana, Moscoviana, Casimoviana e Gjeliana, da mais antiga para a mais recente.
Durante o Pensilvânico, os insetos são abundantes, surgem os primeiros répteis, e ainda proliferam os bosques que originarão depósitos de carvão.
Todas as classes modernas de fungos foram encontrados em rochas deste período.